# Flavonolignani
I flavonolignani sono una famiglia di composti di origine vegetale. Sono costituiti dalla combinazione delle strutture dei flavoni e dei lignani.
Si originano da processi di accoppiamento ossidativo tra un flavonoide ed un fenilpropanoide, di solito alcol coniferilico.
Tra i più importanti flavonolignani possono essere ricordati la silibina, isosilibina e silicristina, presenti in natura nel cardo mariano.